# Hormographis ramirezii
Hormographis ramirezii är en svampart som beskrevs av Guarro, Punsola & Arx 1986. Hormographis ramirezii ingår i släktet Hormographis, divisionen sporsäcksvampar och riket svampar.   Inga underarter finns listade i Catalogue of Life.